# Nátrium-szulfát
A nátrium-szulfát (glaubersó) a nátrium kénsavval alkotott sója. Évente körülbelül 6 millió tonnát állítanak elő belőle, így ez az egyik legnagyobb mennyiségben felhasznált vegyület. Anhidrát formában fehér, kristályos port alkot (Na2SO4). Dekahidrát formáját (Na2SO4·10H2O) a 17. század óta Glauber-sóként ismerik.
A nátrium-szulfátot elsősorban tisztítószerek gyártására használják. A nátrium-szulfátot 2/3 részben mirabilitből, a nátrium-szulfát dekahidrátjának természetes ásványából állítják elő, a fennmaradó rész egyéb vegyipari termékek (például sósav) előállításának melléktermékeként keletkezik.

## Története
A Glauber-só elnevezés Johann Rudolf Glauberre utal, aki a 17. században, egy magyar gyógyforrásból azonosította. Erős hashajtó tulajdonsága miatt a sal mirabilis, azaz a csodasó nevet adta neki. Hashajtóként egészen az 1900-as évek elejéig használták. A 18. században a nátrium-karbonát előállításának alapanyaga volt.

## Kémiai és fizikai tulajdonságai
A nátrium-szulfát kémiailag nagyon stabil vegyület. Szobahőmérsékleten szinte semmilyen oxidáló- vagy redukálószerrel sem reagál. Magas hőmérsékleten nátrium-szulfiddá alakul. Vízben oldva semleges kémhatású (pH = 7) oldatot kapunk. A semlegesség leegyszerűsítve annak köszönhető, hogy erős bázisnak (nátrium-hidroxid) erős savval (kénsav) alkotott sója. Megegyező mennyiségek esetén a nátrium-szulfátot kénsavval reagáltatva nátrium-hidrogén-szulfátot, egy savas sót kapunk:
Na2SO4(aq) + H2SO4(aq) → 2 NaHSO4(aq)
Az egyensúly nagyon kényes, több tényező, többek között a koncentráció, a hőmérséklet, és esetleges más savak is befolyásolhatják.
A nátrium-szulfát egy ionos szulfát, vagyis Na+ ionokból, és SO2−4 ionokból áll. Vizes oldatban bárium vagy ólom sóival reagálva vízben nem oldódó csapadékot képez:
Na2SO4(aq) + BaCl2(aq) → 2 NaCl(aq) + BaSO4(s)
A nátrium-szulfát vízoldékonysága igen érdekes karakterisztikájú. Oldhatósága 0 °C és 32,4 °C között több mint tízszeresére növekszik, ahol eléri maximumát (49,7 g Na2SO4 / 100 g víz). Ebben a pontban a függvény csökkenni kezd, és az oldékonyság mértéke majdnem teljesen független lesz a hőmérséklettől. Nátrium-klorid jelenlétében oldhatósága jelentősen csökken. Ezen tulajdonságai miatt a nátrium-szulfát kitűnően használható passzív, napenergiával működő rendszerek esetén.

## Előállítása
A világ nátrium-szulfát előállítása éves szinten 5,5 és 6 millió tonnára tehető, melynek nagy része a nátrium-szulfát dekahidrát változata. Ennek a mennyiségnek közel fele bányászatból származik, a többi része egyéb vegyipari folyamatok melléktermékeként keletkezik.
Glaubersót tartalmazó magyarországi gyógyvizek: Mira, Hunyadi János, Ferenc József.

### Termelésének eloszlása
A világ nátrium-szulfát dekahidrát formában való termelésének kétharmadát természetes ásványából, a mirabilitből nyerik, amely elsősorban tómedrekben fordul elő (pl. Saskatchewanban, valamint a Kara-Bogaz-öböl partján). A Földön található nátrium-szulfát mennyiségét egymilliárd tonnára becsülik. 1990-ben a fő nátrium-szulfát-termelő ország Mexikó és Spanyolország volt, egyenként 500 000 tonnával, ezt követte Oroszország, USA, és Kanada 350 000 tonnával.

### Vegyipari előállítása
A világon felhasznált nátrium-szulfát körülbelül egyharmada vegyipari melléktermékként keletkezik, többek között a következő reakciókból:
2 NaCl + H2SO4 → 2 HCl + Na2SO4
4 NaCl + 2 SO2 + O2 + 2 H2O → 4 HCl + 2 Na2SO4
2 NaOH(aq) + H2SO4(aq) → Na2SO4(aq) + 2 H2O(l)

## Felhasználása

### Nagyipari felhasználása
- a nátrium-szulfát nagyon olcsó anyag, ezért mosóporokhoz térfogatnövelőként adagolják[8]
- a papírgyártás során nagy mennyiségben használják fel[8]
- az üveggyártás során az olvadt üveghez adagolva meggátolja a levegőbuborékok keletkezését[8]
- a nátrium-szulfát a textilgyártás alapvető adalékanyaga, mert elősegíti a textilszálak egyenletes festődését. Alternatívája a nátrium-klorid, melynek hátránya, hogy erősen korrodálja a gyártósor acél alkatrészeit.[8]

### Hőtárolóként való alkalmazása
A kristályvizes nátrium-szulfát magas olvadáshője és alacsony olvadáspontja miatt (32 °C) napenergia tárolására rendkívül jól alkalmazható. Olvadáshője grammonként 343,088 joule, szemben a víz grammonkénti 4,184 J/K hőkapacitásával.

### Egyéb felhasználása
Laboratóriumi körülmények között a nátrium-szulfát anhidrát változatát a víz szerves anyagokból való eltávolítására alkalmazzák. Erre a célra homeopátiás szerként is kapható natrium sulfuricum néven. Hatékonyabb, de lassabb, mint a hasonló tulajdonságú magnézium-szulfát. Kizárólag 30 °C alatt használható, viszont kémiai inaktivitása miatt széles körben alkalmazható. A Glauber-sót, a nátrium-szulfát dekahidrátját régebben hashajtóként használták. Gyógyszertúladagolás esetén a vízben oldódó gyógyszereket sikeresen eltávolítja a szervezetből. Jégtelenítésre, szőnyegtisztításra, a keményítőgyártás során, valamint állati eledelként és az elektromos eszközök integrált áramköreiben található arany visszanyerésére is felhasználják. Az élelmiszeriparban térfogatnövelőként, és stabilizálószerként, E514 néven alkalmazzák. Elsősorban rágógumikban, és színezékekben fordul elő. Napi maximális beviteli mennyisége nincs meghatározva. Mellékhatása (élelmiszerek esetén) nem ismert.

## Biztonsági kockázatok
Bár a nátrium-szulfát nem káros vegyület, nem árt az elővigyázatosság. A por időleges asztmát, valamint szem-irritációt okozhat. Papírmaszk, és védőszemüveg viselése ajánlott. Szállítását nem korlátozzák.